# Kevin Durand
Pour les articles homonymes, voir Durand.
Kevin Durand est un acteur canadien, né le 14 janvier 1974 à Thunder Bay (Ontario).

## Biographie
Kevin Durand est né le 14 janvier 1974 à Thunder Bay, Ontario. Ses parents sont Serge et Reina Durand[réf. nécessaire].

### Vie privée
Il est marié depuis 2010 à Sandra Cho. Ils ont deux filles : Amélie Moon Durand, née en 2015, et Winter Fox Durand, née en 2019.
Il parle couramment français.

## Filmographie

### Cinéma

#### Longs métrages
- 1999 : Austin Powers 2 : L'Espion qui m'a tirée (Austin Powers: The Spy Who Shagged Me) de Jay Roach : Un assassin
- 1999 : Mystery, Alaska de Jay Roach : « Tree » Lane
- 2002 : Chien de flic 3 (K-9: P.I.) de Richard J. Lewis : Agent Verner
- 2004 : L'Effet papillon (The Butterfly Effect) d'Eric Bress et J. Mackye Gruber : Carlos
- 2004 : Scooby-Doo 2 : Les monstres se déchaînent (Scooby-Doo 2 : Monsters Unleashed) de Raja Gosnell : le fantôme du Chevalier Noir
- 2004 : Tolérance Zéro (Walking Tall) de Kevin Bray : Booth
- 2005 : Greener Mountains de Lee Shallat Chemel : un homme
- 2006 : Big Mamma 2 (Big Momma's House 2) de John Whitesell : Oshima
- 2007 : 3 h 10 pour Yuma (3:10 to Yuma) de James Mangold : Tucker
- 2007 : Mise à prix (Smokin' Aces) de Joe Carnahan : Jeeves Tremor
- 2007 : Bande de sauvages (Wild Hogs) de Walt Becker  : Red
- 2007 : Throwing Stars de Todd Breau : Reed
- 2008 : Fragments (Winged Creatures) de Rowan Woods : un homme
- 2008 : Echo (The Echo) de Yam Laranas : Walter
- 2009 : X-Men Origins: Wolverine de Gavin Hood : Fred Dukes / Le Colosse
- 2009 : Otis E. de Jeff Daniel Phillips : Otis
- 2010 : Légion de Scott Charles Stewart : Gabriel
- 2010 : Robin des Bois (Robin Hood) de Ridley Scott : Petit Jean
- 2011 : Real Steel de Shawn Levy : Ricky
- 2011 : Numéro Quatre (I Am Number Four) de D. J. Caruso : Commandant Mogadorian
- 2011 : Edwin Boyd de Nathan Morlando : Lenny Jackson
- 2012 : Cosmopolis de David Cronenberg : Torval
- 2012 : Resident Evil : Retribution de Paul W. S. Anderson : Barry Burton
- 2013 : A Dark Truth de Damian Lee : Torrance Mashinter
- 2013 : The Mortal Instruments : La Cité des ténèbres d'Harald Zwart : Emil Pangborn
- 2013 : Fruitvale Station de Ryan Coogler : Officier Caruso
- 2013 : Les Trois Crimes de West Memphis d'Atom Egoyan : John Mark Byers
- 2014 : Un amour d'hiver (Winter's Taled) d'Akiva Goldsman : Cesar Tan
- 2014 : Noé de Darren Aronofsky : Un géant
- 2014 : Captives (The Captive) d'Atom Egoyan : Mika
- 2015 : Dark Was the Night de Jack Heller : Sheriff Paul Shields
- 2015 : Garm Wars: The Last Druid de Mamoru Oshii : Skellig
- 2017 : Tragedy Girls de Tyler MacIntyre : Lowell
- 2018 : Take Point (PMC : Deo Beong-keo) de Kim Byeong-u : Markus
- 2018 : Bigger de George Gallo : Bill Hauk
- 2019 : Primal de Nick Powell : Richard Loffler
- 2021 : Dangerous de David Hackl : Cole
- 2024 : Abigail de Tyler Gillett et Matt Bettinelli-Olpin : Peter
- 2024 : La Planète des singes : Le Nouveau Royaume (Kingdom of the Planet of the Apes) de Wes Ball : Proximus César (voix et capture de mouvement)
- 2025 : La Nuit des clowns (Clown in a Cornfield) d'Eli Craig : Arthur Hill
- 2025 : Y a-t-il un flic pour sauver le monde ? (The Naked Gun) d'Akiva Schaffer : Sig Gustafson
- 2026 : Ready or Not 2: Here I Come de Tyler Gillett et Matt Bettinelli-Olpin

#### Courts métrages
- 2007 : Stars de Jason Eli Lewis : Carl
- 2016 : The Colonel de Tim Williams : Colonel Henry S. Tasker

### Télévision

#### Séries télévisées
- 1997 : Exhibit A : Secrets of Forensic Science : John Greet
- 2000 : Au-delà du réel : L'aventure continue (The Outer Limits) : Alan
- 2000 : Urgences (ER) : M. Mooney
- 2000 : Stargate SG-1 : Zipacna
- 2000 - 2001 : TV Business (Beggars and Choosers) : Cliff
- 2000 - 2002 : Stargate SG-1 : Zipacna
- 2001 / 2005 : Andromeda : VX1583 / Elysian
- 2002 : Dark Angel : Joshua
- 2002 : Disparition (Taken) : Un sans-abri dans le train
- 2003 : Dead Like Me : Chuck
- 2003 : Jane et Tarzan (Tarzan) : Gregory Creal / Trevor Whedon
- 2004 : Les Forces du mal (Touching Evil) : Agent Jay Swopes
- 2005 : Le Messager des ténèbres (The Collector) : Le diable / Le conducteur de bus
- 2005 : Threshold : Premier Contact (Threshold) : Craig Sonntag
- 2005 : Les Experts (CSI : Crime Scene Investigation) : Connor Daly
- 2006 : Kyle XY : Holmes
- 2006 : Dead Zone (The Dead Zone): Cabot
- 2006 : FBI : Portés disparus (Without a Trace) : Travis Holt
- 2007 : Les Experts : Miami (CSI : Miami) : Mike Newberry
- 2007 : Shark : Rick Carris
- 2008 / 2010 : Lost : Les Disparus (Lost) : Sergent Martin Keamy
- 2010 / 2013 - 2014 / 2016 : American Dad! : Un agent de la CIA / Henchman (voix)
- 2011 : Glenn Martin DDS : François Crossiant (voix)
- 2012 : Republic of Doyle : Donny Squires
- 2014 - 2017 : The Strain : Vasiliy Fet
- 2015 - 2016 : Vikings: Harbard, le vagabond
- 2017 : Trial and Error : Rutger Hiss
- 2017 - 2018 : Voltron, le défenseur légendaire (Voltron : Legendary Defender) : Roi Zarkon / Commandant Mar (voix)
- 2018 : Ballers : Werner Thompson
- 2019 : Swamp Thing : Jason Woodrue
- 2019 : Wu Assassins : James Baxter
- 2020 : Scooby-Doo et Compagnie (Scooby-Doo and Guess Who ?) : Jean Lebeau / Un aide-soignant / Un agent immobilier (voix)
- 2021 - 2022 : Locke and Key : Frederick Gideon

#### Téléfilms
- 1999 : Hard Time : Hostage Hotel d'Hal Needham : Kenny
- 2003 : Mob Princess de Mina Shum : Claudio
- 2004 : L'Amour en vedette (The Goodbye Girl) de Richard Benjamin : Earl
- 2006 : 12 Hours to Live de George Mendeluk : John Carl Lowman

## Distinctions
- Leo Awards 2005 : nomination comme meilleur artiste masculin invité dans une série dramatique pour l'épisode Le Guide touristique dans la série Le Messager des ténèbres
- Saturn Awards 2009 : nomination comme meilleur artiste invité dans une série télévisée pour Lost : Les Disparus
- Prix Génie 2012 : nomination comme meilleur acteur dans un second rôle pour le film Edwin Boyd

## Voix françaises
En France, Guillaume Orsat est la voix régulière de Kevin Durand. En parallèle, Loïc Houdré l'a doublé à deux reprises.
| - Guillaume Orsat dans : - The Echo - Lost : Les Disparus (série télévisée) - Numéro Quatre - Real Steel - Cosmopolis - The Mortal Instruments : La Cité des ténèbres - The Strain (série télévisée) - Swamp Thing (série télévisée) - Primal - Locke and Key (série télévisée) - Dangerous - Abigail - La Nuit des clowns - Y a-t-il un flic pour sauver le monde ? | - Loïc Houdré dans : - 3 h 10 pour Yuma - Robin des Bois Et aussi - Jérôme Keen dans Stargate SG-1 (série télévisée) - Thierry Mercier dans L'Effet papillon - Philippe Vincent dans Tolérance Zéro - Boris Rehlinger dans Bande de sauvages - Frédéric Norbert dans X-Men Origins: Wolverine - Gilduin Tissier dans Resident Evil: Retribution - Yann Guillemot dans Un amour d'hiver - Jérôme Frossard dans Ballers (série télévisée) - Lionel Tua dans Vikings (série télévisée) - Alexandre Crépet dans Wu Assassins (série télévisée) - Gilles Morvan dans La Planète des singes : Le Nouveau Royaume |